# Odznaki jednostek kawalerii Wojska Polskiego
Odznaki jednostek kawalerii Wojska Polskiego – opis odznak pułkowych kawalerii Wojska Polskiego.

## Odznaki pułków szwoleżerów
| Grafika | Opis |
| ------- | --- |
|         | 1 pułk szwoleżerów Józefa Piłsudskiego Odznaka zatwierdzona Dz. Rozk. MSWojsk. nr 49, poz. 872 z 13 grudnia 1921. Posiada kształt wielopromiennej gwiazdy orderowej w centrum której umieszczono medalion z inicjałami JP, obwiedziony wstęgą Orderu Virtuti Militari. Oficerska – dwuczęściowa, wykonana w srebrze, emaliowana. Wymiary: 50 mm. Projekt: Stanisław Szygiel Wykonanie: Wiktor Gontarczyk – Warszawa. |
|         | 2 pułk szwoleżerów Rokitniańskich Odznaka zatwierdzona Dz. Rozk. MSWojsk. nr 29, poz. 286 z 6 września 1926. Wykonanie jak odznaka koleżeńska; jednak bez dat na ramionach krzyża. Na dolnym ramieniu krzyża wpisano numer i inicjały 2 SzR. Dwuczęściowa – oficerska, wykonana w srebrze. Wykonanie: Stefan Cegiełka – Warszawa. |
|         | 3 pułk szwoleżerów Mazowieckich wzór 1 Odznaka nie była zatwierdzona. Posiada kształt krzyża o lekko wklęsłych ramionach, pokrytych białą emalią z amarantowym obramowaniem i złoconymi krawędziami. Na krzyż nałożone złote półsłońce z inicjałem patrona K oraz srebrny stylizowany orzeł z cyfrą pułkową 3 na piersi. Dwuczęściowa – wykonana w tombaku srebrzonym. Wymiary: 34x34 mm. Projekt: Stefan Mossor Wykonanie: Wiktor Gontarczyk – Warszawa. wzór 2 Odznaka zatwierdzona Dz. Rozk. MSWojsk. nr 16, poz. 191 z 30 maja 1930. Posiada kształt krzyża maltańskiego o ramionach pokrytych białą emalią z żółtym paskiem. Na ramionach krzyża wpisano numer, skrót nazwy i inicjały patrona 3 SZWOL JK. W środku krzyża umieszczona jest miniatura srebrnego orła wojskowego na tle złotego półsłońca. Ramiona krzyża złączone są złoconym wieńcem laurowym. Oficerska – dwuczęściowa, wykonana w tombaku srebrzonym, emaliowana. Wymiary: 39x39 mm. Projekt: Adam Malewski Wykonanie: Wiktor Gontarczyk – Warszawa |

## Odznaki pułków ułanów
| Grafika | Opis |
| ------- | --- |
|         | 1 pułk ułanów Krechowieckich Odznaka przedstawia krzyż ułożony z czterech proporczyków pułkowych (amarantowo-białych) połączonych ze sobą. Na proporcach położony jest orzeł krechowiecki. W pierwszej wersji odznaki na orle były umieszczone inicjały pułkowe: „1”- „U”- „K” oraz data powstania Pułku: „1915”. W 1929 wprowadzono nowy wzór odznaki. W miejsce inicjału Pułku umieszczono Srebrny Krzyż Orderu Virtuti Militari zawieszony na wstążce orderowej na szyi orła, który został nadany pułkowi 20 marca 1921. Projektantem odznaki był oficer pułku – por. Aleksander Mazaraki. Wykonawcami były pracownie grawerskie Józefa Mirowskiego oraz Wiktora Gontarczyka. Odznakę w pierwszej wersji otrzymało 106 oficerów oraz 2500 żołnierzy. W latach 1929–1939 nadano 193 odznaki oficerskie i ponad 3000 odznak żołnierskich w drugiej wersji. |
|         | 2 pułk ułanów Grochowskich Odznakę pułkową wprowadzono w 1925. Odznaka o wymiarach 38x31 mm przedstawia orła w koronie, z opuszczonymi skrzydłami, trzymającego w dziobie i szponach proporczyk o barwach pułkowych, podwieszony na łańcuszku, z inicjałami „JD” (Józef Dwernicki). Wersję oficerska wykonana była z oksydowanego srebra z emaliowanym proporczykiem. Wersja żołnierska była robiona z posrebrzanego mosiądzu, nieemaliowana |
|         | 3 Pułk Ułanów Śląskich Odznaka o wymiarach 33x30 mm ma kształt regularnego prostokąta z nałożonym wieńcem dębowym. Pośrodku na listewce ażurowa litera U i cyfra pułkowa 3. W narożnikach prostokąta wpisano daty 1897 1831 1917 1918. Wieloczęściowa – ażurowa, wykonana w tombaku srebrzonym. Projekt: Cyprian Bystram. Wykonanie: Mojżesz Nelken i Rubin Krajkemann – Warszawa |
|         | 4 pułk ułanów Zaniemeńskich Odznaka zatwierdzona Dz. Rozk. MSWojsk. nr 49, poz. 872 z 13 grudnia 1921. Posiada kształt Krzyża Orderu Virtuti Militari, którego ramiona pokryte są chabrową emalią z białym obramowaniem. Na krzyż nałożony jest orzeł z rozpiętymi skrzydłami, trzymający w szponach wieniec. Nad głową orła złota otwarta korona. Na ramionach krzyża wpisano datę odzyskania niepodległości 11 XI 1918, na dolnym ramieniu w wieńcu numer 4 i inicjał U. Oficerska – czteroczęściowa, wykonana w srebrze, emaliowana. Wymiary: 38x38 mm. Projekt: Witold Łada-Zabłocki. Wykonanie: Teodor Filipski – Wilno |
|         | 5 pułk ułanów Zasławskich Minister spraw wojskowych rozkazem L. 2666.21 B.P. z 7 maja 1923 zatwierdził odznakę pamiątkową 5 pułku ułanów. Odznaka o wymiarach 39x39 mm ma kształt równoramiennego krzyża, którego ramiona i środek tarczy pokryte są karmazynową emalią. Na środku krzyża godło wz. 1919, okolone srebrnym wieńcem laurowym. Od wieńca odchodzą cztery proporczyki karmazynowo – chabrowe z białym kątem. Na ramionach krzyża wpisano daty „1831” i „1917”. Odznaka oficerska – czteroczęściowa, wykonana w srebrze, emaliowana. Wykonawcą odznak był Wincenty Wabia-Wabiński z Warszawy. |
|         | 6 pułk ułanów Kaniowskich Odznaka zatwierdzona Dz. Rozk. MSWojsk. nr 49, poz. 872 z 13 grudnia 1921. Posiada kształt krzyża maltańskiego, o ramionach emaliowanych w barwach niebieskich proporczyków pułkowych. Na poziomych ramionach krzyża, na białych paskach umieszczono niebieskie kąty. Na środek krzyża nałożony srebrny orzeł jagielloński z tarczą niebieską na piersiach, na której wpisano numer i inicjał 6 U. Oficerska – trzyczęściowa, wykonana w srebrze, emaliowana. Wymiary: 52x52 mm. Wykonanie: Jan Knedler – Warszawa. |
|         | 7 pułk ułanów Lubelskich Odznaka zatwierdzona Dz. Rozk. MSWojsk. nr 9, poz. 80 z 18 marca 1929. Posiada kształt groszkowanej okrągłej wypukłej tarczy obwiedzionej reliefem sznurkowym. Tarcza przez środek przepasana jest emaliowaną wstążką w barwach Orderu Virtuti Militari. Pod wstążką przechodzą ukośnie drzewce lancy z proporcem amarantowym z białym kątem. Poniżej wstążki wpisano numer i inicjały 7 PU, na obrzeżach daty 11 VIII 1914 l XI 1918 23 III 1921. Jednoczęściowa – wykonana w srebrze lub w tombaku srebrzonym oksydowanym, emaliowana. Wymiary: 40 mm. Projekt: Zygmunt Piasecki. Wykonanie: Józef Kweksilber i Wiktor Gontarczyk – Warszawa. |
|         | 8 pułk ułanów Józefa Poniatowskiego 21 kwietnia 1920 Minister Spraw Wojskowych rozporządzeniem L. 872/20 B.P. 1 zatwierdził odznakę pamiątkową 8 pułku ułanów ks. Józefa Poniatowskiego. Odznaka o wymiarach 50x50 mm ma kształt krzyża z ramionami emaliowanymi na ciemnoniebiesko. Na poziomych ramionach krzyża wpisano daty „1791” i „1918”, na dolnym numer i inicjał „8 U”. Na środku krzyża okrągła tarcza barwy czerwonej na której wpisano inicjały patrona „JP”, a w otoku wieńca laurowego zwieńczonego u góry złoconą mitrą książęcą PIERWSZY PUŁK. Między ramionami krzyża cztery herby ziemi: krakowskiej, zatorskiej, oświęcimskiej i cieszyńskiej. Odznaka oficerska, dwuczęściowa, wykonana w tombaku srebrzonym, łączona dwoma nitami. Autorem projektu odznaki był Józef Brunicki, a wykonawcą Franciszek Malina z Krakowa. |
|         | 9 pułk ułanów Małopolskich Odznakę stanowi srebrny krzyż ułożony z czterech toporów zarysowujących koło na tarczy pokrytej białą i czerwoną emalią. W środku krzyża nałożony numer i inicjał 9 U, na poziomych ramionach wpisano datę 23 XI 1918. Trzyczęściowa – wykonana w tombaku ze złoconymi inicjałami pułku. Wymiary: 40x40 mm. Projekt: Tadeusz Komorowski. Wykonanie: Stanisław Lipczyński – Warszawa. |
|         | 10 pułk ułanów Litewskich Odznaka zatwierdzona Dz. Rozk. MSWojsk. nr 2, poz. 15 z 26 stycznia 1926. Stanowi ją srebrny orzeł jagielloński z emaliowaną tarczą romańską na piersi w barwach proporczyka amarantowo – białego z paskiem biało granatowym. Orzeł nałożony jest na podkowę z sześcioma podkowiakami. U dołu podkowy barokowa tarcza herbowa z Pogonią w czerwonym polu. Czteroczęściowa – oficerska i żołnierska, wykonana w srebrze lub w tombaku srebrzonym, emaliowana. Wymiary: 57x36 mm. Projekt: Adolf Bucholtz; wykonanie: Zellman Liwszyc – Wilno. |
|         | 11 pułk ułanów Legionowych 18 maja 1929 minister spraw wojskowych rozkazem G.M. 5999-I zatwierdził wzór i regulamin odznaki pamiątkowej 11 puł.. Odznaka ma kształt srebrnego, oksydowanego krzyża. Na ramionach umieszczono cztery emaliowane proporczyki w barwach pułku – amarantowe z białym paskiem oraz wpisano daty: „1809”, „1914”, „1918” i „1919”. Środek odznaki wypełnia miniatura odznaki I Brygady Legionów Polskich „Za Wierną Służbę”. Odznaka jednoczęściowa – wykonana w srebrze, emaliowana, jednolita dla oficerów i szeregowych. |
|         | 12 pułk ułanów Podolskich 28 lutego 1922 Minister Spraw Wojskowych generał porucznik Kazimierz Sosnkowski zatwierdził odznakę pamiątkową 12 Pułku Ułanów. Odznaka o wymiarach 39x39 mm ma kształt czarno emaliowanego krzyża maltańskiego nałożonego na złocone promieniste słońce nawiązujące do herbu Podola. Między ramionami krzyża umieszczono dwa proporczyki w barwach amarantowo granatowych z białym paskiem i 2 patki amarantowo granatowe. Odznaka dwuczęściowa, wykonana w srebrze, emaliowana. |
|         | 13 pułk ułanów Wileńskich Odznaka zatwierdzona Dz. Rozk. MSWojsk. nr 16, poz. 243 z 24 kwietnia 1924 posiada kształt krzyża maltańskiego, którego ramiona pokryte są żłobkowaną różową emalią. Pośrodku krzyża złocony ryngraf z wizerunkiem Matki Boskiej Ostrobramskiej. Oficerska – dwuczęściowa, wykonana w srebrze lub w tombaku srebrzonym i złoconym, na rewersie numerowana. Wymiary: 40x40 mm. |
|         | 14 pułk ułanów Jazłowieckich Zatwierdzona Dz. Rozk. MSWojsk. Nr 49, poz. 872 z 13 grudnia 1921. Odznaka przedstawiała krzyż maltański o białych ramionach. W centralnej części odznaki miniatura Krzyża Virtuti Militari. Krzyż nałożony jest na okrągłą, karbowaną oksydowaną tarczę tzw. słońce Podola, na której wypisano litery U oraz J (od ułanów jazłowieckich) oraz data powstania pułku – 1918. Odznaka była wykonywana w wersji żołnierskiej oraz oficerskiej. Wymiary: 46 cm x46 cm. |
|         | 15 pułk ułanów Poznańskich 7 czerwca 1930 minister spraw wojskowych marszałek Polski Józef Piłsudski zatwierdził regulamin odznaki pamiątkowej 15 pułku ułanów. Odznaka o wymiarach 36x34 mm ma kształt srebrnego orła trzymającego w szponach szablę, a w dziobie rozwiniętą emaliowaną wstążkę Orderu Virtuti Militari. Orzeł okolony jest pozłacanym wieńcem laurowym, przepasany po przekątnej proporcami w barwach biało-pąsowych (od 1927 – biało-szkarłatnych). Na wieńcu wpisana data wybuchu powstania wielkopolskiego „1918 27 XII”. Odznaka oficerska – dwuczęściowa, wykonana w tombaku, srebrzona i emaliowana. Autorem projektu odznaki był Jarema Zapolski, a wykonawcą Wiktor Gontarczyk z Warszawy |
|         | 16 pułk ułanów Wielkopolskich 1 wzór Pierwsza niezatwierdzona odznaka ma formę krzyża Virtuti Militari, którego ramiona zdobione są po brzegach granatowo-czerwoną emalią. Na ramionach krzyża wpisano numer i inicjał 16 U oraz daty i napis 26 VII 1920 POZNAŃ V 1919 Dwuczęściowa – wykonana w tombaku srebrzonym, na rewersie znak firmowy i nazwisko grawera Wabiański. Wymiary: 37x35 mm. 2 wzór Odznaka posiada formę krzyża o ramionach emaliowanych na biało z granatową cyfrą pułkową 16 i pąsowym inicjałem U. Między ramionami krzyża cztery stylizowane orły z napisami na półokrągłych tabliczkach 1809 TARNOPOL POZNAŃ 1919. Dwuczęściowa, wykonana w tombaku srebrzonym, na rewersie znak firmowy i nazwisko wykonawcy W Albiński. Wymiary: 54x43 mm; projekt: Jerzy Grobicki. 3 wzór odznaka zatwierdzona Dz. Rozk. MSWojsk. nr 11, poz. 118 z 4 kwietnia 1925. Posiada kształt krzyża, którego ramiona zakończone są kulkami i pokryte białą emalią. W środku krzyża wpisano numer 16 pokryty granatową emalią oraz inicjał U emaliowany w kolorze pąsowym. Jednoczęściowa – wykonana w srebrze, na rewersie próba srebra i imiennik grawera WG. Wymiary: 40x40 mm. Projekt: Jerzy Grobicki. Wykonanie: Wiktor Gontarczyk – Warszawa.                                              |
|         | 17 pułk ułanów Wielkopolskich Pierwsza odznaka zatwierdzona Dz. Rozk. MSWojsk. nr 49, poz. 872 z 13 grudnia 1921. Posiada formę krzyża ułożonego z emaliowanych proporczyków w barwach biało żółtych z paskiem pąsowym pośrodku. Na ramionach krzyża wpisano datę 6 I 1919. Na środku krzyża nałożony orzeł. Między ramionami krzyża po siedem srebrnych promieni. Dwuczęściowa – wykonana w srebrze lub w tombaku srebrzonym, emaliowana, żołnierska – wykonana w tombaku srebrzonym i oksydowanym. Na rewersie rok i numer nadania. Wymiary: 38x38 mm. Projekt: Zygmunt Moszczeński Wykonanie: Jan Knedler – Warszawa. Druga odznaka zatwierdzona Dz. Rozk. MSWojsk. nr 27, poz. 307 z 9 października 1928. Ma kształt krzyża maltańskiego o wciętych ramionach pokrytych żółta emalią z białym obrzeżem. W środku krzyża tarcza okolona pąsową obwódką z numerem i inicjałem 17 U. Dwuczęściowa – wykonana w srebrze lub w tombaku srebrzonym, jednakowa dla oficerów i szeregowych. Wymiary: 40x40 mm. Wykonanie: Wiktor Gontarczyk – Warszawa. Trzecia odznaka zatwierdzona Dz. Rozk. MSWojsk. nr 7, poz. 64 z 6 maja 1939. W 1939 po nadaniu imienia Bolesława Chrobrego zamieniono cyfrę pułkową na inicjały BCh pod otwartą koroną. Wymiary: 45x45 mm. Wykonanie: Stefan Zygmaniak – Poznań. |
|         | 18 pułk ułanów Pomorskich 14 kwietnia 1925 generał dywizji Stefan Majewski, w zastępstwie Ministra Spraw Wojskowych, zatwierdził wzór odznaki pamiątkowej 18 Pułku Ułanów. Odznaka o wymiarach 44x44 mm ma kształt krzyża Virtuti Militari, którego ramiona pokryte są niebieską emalią. Pośrodku krzyża nałożony srebrny Gryf Pomorski wsparty na cyfrze pułkowej i inicjale „18 U”. Odznaka oficerska była dwuczęściowa, wykonana w tombaku srebrzonym, emaliowana. Autorem projektu był Marian Hernik, a wykonawcą Wiktor Gontarczyk z Warszawy. 16 października 1929 Minister Spraw Wojskowych zatwierdził regulamin odznaki pamiątkowej 18 pułku ułanów, dostosowany do przepisów o odznakach pamiątkowych formacji. |
|         | 19 pułk ułanów Wołyńskich 17 lutego 1925 minister spraw wojskowych generał dywizji Władysław Sikorski zatwierdził wzór odznaki pamiątkowej 19 puł. Posiada kształt srebrnej wielopromiennej gwiazdy orderowej, ciemno oksydowanej. Na gwiazdę nałożona jest srebrna podkowa z umieszczonym wewnątrz granatowym proporczykiem z białym kątem. W otoczeniu proporczyka wpisano daty: 1918 1831 1920. Na środkową część podkowy nałożony jest emaliowany herb województwa wołyńskiego. Wieloczęściowa – oficerska, wykonana w srebrze, emaliowana. Wymiary: 51 mm. Wykonania: Jan Knedler – Warszawa. |
|         | 20 pułk ułanów Króla Jana Sobieskiego 16 grudnia 1924 Minister Spraw Wojskowych generał dywizji Władysław Sikorski zatwierdził wzór odznaki dla szeregowych 20 pułku ułanów. Odznaka o wymiarach 41x41 mm ma kształt krzyża maltańskiego pokrytego białą emalią. W jego środku pod koroną królewską srebrny spleciony inicjał „I3R” (Ioannus Tercius Rex). Krzyż nałożony jest na metalową, emaliowaną w kolorze amarantowym rozetę z pierścieniem granatowo-białym. Odznaka oficerska, dwuczęściowa, wykonana w srebrze, na rewersie numerowana. Autorem projektu odznaki był rotmistrz Stanisław Gepner, a wykonawcą Jan Knedler z Warszawy. |
|         | 21 pułk ułanów Nadwiślańskich Odznaka zatwierdzona bez ogłoszenia w Dz. Rozk. MSWojsk. Posiada kształt krzyża maltańskiego, którego ramiona pokryte są emalią w barwie turkusowej z żółto-białymi paskami pośrodku. W środku krzyża na okrągłej tarczy srebrne godło wz. 1927, otoczone złotym wieńcem laurowym. Między ramionami krzyża promienie z wpisanymi na przemian numerem i inicjałem pułku 21 U. Dwuczęściowa – oficerska, wykonana w srebrze, emaliowana, mocowana dwoma nitami. Wymiary: 40 × 40 mm. Wykonanie: Wiktor Gontarczyk – Warszawa |
|         | 22 pułk ułanów Podkarpackich 10 lutego 1925 Minister Spraw Wojskowych, generał dywizji Władysław Sikorski zatwierdził wzór odznaki pamiątkowej 22 pułku ułanów. Odznaka o wymiarach 50x50 mm (od 1928 – 37x37 mm) ma kształt zbliżony do krzyża maltańskiego o złotych krawędziach, którego ramiona pokryte są białą emalią z czerwonym trójkątem. Na środku krzyża nałożona czerwona tarcza z białym emaliowanym godłem wz. 1919. Między ramionami krzyża krąg w kształcie srebrnych promieni nawiązujących do promieni słońca w herbie Podola. Odznaka dwuczęściowa, wykonana w srebrze lub w tombaku srebrzonym, emaliowana. Autorem projektu odznaki był porucznik Stefan Oskar Pronaszko, a wykonawcą Wiktor Gontarczyk z Warszawy. |
|         | 23 pułk ułanów Grodzieńskich Odznaka zatwierdzona Dz. Rozk. MSWojsk. nr 4, poz. 43 z 30 stycznia 1923. Posiada kształt krzyża maltańskiego, którego ramiona pokryte są przezroczystą emalią pomarańczowa z białą obwódką. W jego centrum biała tarcza w srebrnej obwódce z numerem 23. Między ramionami krzyża srebrne ażurowe orły. Jednoczęściowa – oficerska, wykonana w srebrze i emaliowana. Na rewersie grawerowany numer, stopień i nazwisko. Wymiary: 38x38 mm. Projekt: Witold Łada-Zabłocki Wykonanie: Wiktor Gontarczyk – Warszawa. |
|         | 24 pułk ułanów 14 stycznia 1928 Minister Spraw Wojskowych marszałek Polski Józef Piłsudski zatwierdził wzór i regulamin odznaki pułkowej. Odznaka o wymiarach 45x45 mm ma kształt zbliżony do Krzyża Walecznych o ramionach emaliowanych w kolorze białym z żółtym paskiem pośrodku. Na środek krzyża nałożony srebrny orzeł wz. 1927, między ramionami promienie słońca. Dwuczęściowa – oficerska, wykonana w srebrze lub w tombaku srebrzonym, łączona trzema nitami, emaliowana, na rewersie odznaki honorowej adnotacja „honoris causa”. Wykonawcą odznaki był Wiktor Gontarczyk z Warszawy. |
|         | 25 pułk ułanów Wielkopolskich Odznaka zatwierdzona Dz. Rozk. MSWojsk. z 23 listopada 1922. Posiada kształt srebrnego orła trzymającego w szponach mosiężną tarczę z wizerunkiem krzyża maltańskiego pokrytego białą emalią i nawiązującego do poprzedniej odznaki. Tarczę oplata wieniec z liści dębowych owinięty emaliowaną wstęgą w barwie białej, niebieskiej i czerwonej. Pod tarczą inicjał U – ażurowy. Odznakę wykonano w dwóch wersjach: oficerskiej i dla podoficerów i szeregowych. Dwuczęściowa – oficerska wykonana w tombaku i emaliowana, dla podoficerów i szeregowych z białego metalu lub niklowana. Na rewersie stopień, nazwisko wyróżnionego i numer. Wymiary: 40x30 mm, w praktyce 45x28 mm. Wykonanie: Wiktor Gontarczyk – Warszawa. |
|         | 26 pułk ułanów 18 marca 1929 Minister Spraw Wojskowych marszałek Polski Józef Piłsudski zatwierdził regulamin odznaki pamiątkowej 26 pułku ułanów. Odznaka o wymiarach 40x39 mm ma kształt krzyża o ramionach pokrytych białą emalią z chabrowym obrzeżem. Na ramionach krzyża wpisano pierwotny numer pułku „215” i rok jego powstania „1920” oraz na dolnym ramieniu numer pułku „26” i inicjał „U”. W centrum na białej tarczy obramowanej chabrową emalią, oksydowany orzeł wielkopolski z 1919. Ramiona krzyża połączone są srebrzystym wieńcem laurowym. Odznaka oficerska, trzyczęściowa, wykonana w alpace, emaliowana. Autorem projektu odznaki był Jan Małeta, a wykonawcami warszawscy grawerzy: Wiktor Gontarczyk i Józef Kweksilber. |
|         | 27 pułk ułanów Odznaka posiada kształt srebrnego orła ze złotą koroną i szeroko rozpiętymi skrzydłami. Na piersi orła nałożona emaliowana w barwach żółto – białych z biało niebieskim paskiem tarcza, poniżej na piórach skrzydeł rok powstania 203 p.uł – 1920. Jednoczęściowa – oficerska, wykonana w tombaku srebrzonym i emaliowana. Wymiary: 63x29 mm. Wykonanie: Józef Chyliński – Warszawa. |

## Odznaki pułków strzelców konnych
| Grafika | Opis |
| ------- | --- |
|         | 1 pułk strzelców konnych im. Cesarza Napoleona wzór 1 Odznaka ma kształt podkowy. W centrum wpisano numer o inicjały 1 PSK. Jednoczęściowa – wykonana w tombaku srebrzonym. Wymiary: 32x30 mm. Wykonanie: Józef Michrowski – Warszawa wzór 2 Odznaka zatwierdzona Dz. Rozk. MSWojsk. nr 14, poz. 142 z 27 maja 1926. Posiada kształt gwiazdy wielopromieniowej nałożonej na stalowe koło. Na środku gwiazdy srebrny orzeł trzymający w szponach proporczyk emaliowany w barwie oliwkowoamarantowej. Nad orłem srebrna cyfra pułkowa 1, na kole lata 1806 1812 1815 1831 1919 1924. Trzyczęściowa – oficerska wykonana w srebrze, emaliowana. Wymiary: 40 mm. Wykonanie: Jan Knedler – Warszawa. |
|         | 2 pułk strzelców konnych Odznaka zatwierdzona Dz. Rozk. MSWojsk. nr 9, poz. 135 z 28 lutego 1922. Posiada kształt proporczyka w barwach pułku – oliwkowo-amarantowy z chabrowym paskiem, na który nałożona jest odznaka Armii Polskiej we Francji. Dwuczęściowa – oficerska wykonana w tombaku srebrzonym. Wymiary: 51x24 mm. Projekt: Waldemar Tarnowski. Wykonanie: Stanisław Reising – Warszawa. |
|         | 3 pułk strzelców konnych im. Hetmana Stefana Czarnieckiego Odznaka pułkowa zatwierdzona została pismem Gabinetu Ministra nr 31319/26 z 10 grudnia 1926. Przedstawia tarczę herbową z literami S, K i cyfra 3 oraz trzy rozchodzące się promieniście proporczyki w barwach pułku. W środku orzełek z układem skrzydeł ku dołowi nawiązujący do orzełka Dywizji Litewsko-Białoruskiej, z której to wywodziły się dwa szwadrony pułku. |
|         | 4 Pułk Strzelców Konnych Ziemi Łęczyckiej Odznaka zatwierdzona Dz. Rozk. MSWojsk nr 46, poz. 653 z 18 listopada 1924. Posiada kształt krzyża maltańskiego, którego ramiona są emaliowane w barwach szmaragdowo – amarantowych z białym paskiem. Na środek krzyża nałożona jest emaliowana tarcza herbowa Ziemi Łęczyckiej. Dwuczęściowa – oficerska wykonana w srebrze i emaliowana, żołnierska w tombaku, lakierowana. Wymiary: 40x40 mm. Wykonanie: Chaim Rubin – Włocławek. |
|         | 5 Pułk Strzelców Konnych (II RP) 13 listopada 1923 Minister Spraw Wojskowych generał broni Stanisław Szeptycki „zatwierdził projekt i regulamin odznaki pamiątkowej 5 pułku strzelców konnych”. Odznaka o wymiarach 42 × 37 mm ma kształt krzyża maltańskiego, którego ramiona o złotych krawędziach, zakończonych kulkami pokryte są białą emalią. W środku krzyża okrągła tarcza emaliowana oliwkowo na której wpisano numer „5”. Odznaka jednoczęściowa, wykonana w tombaku, złocona i emaliowana. Autorami projektu odznaki byli podporucznicy Władysław Żurowski i Tadeusz Ujejski. Wykonawcą odznak był Wiktor Gontarczyk, Warszawa. |
|         | 6 Pułk Strzelców Konnych (II RP) Odznaka zatwierdzona Dz. Rozk. MSWojsk. nr 49, poz. 872 z 13 grudnia 1921. Posiada kształt krzyża maltańskiego, którego ramiona o złoconych krawędziach są pokryte białą emalią. Na ramiona wpisano cyfry I III 46. Na środek krzyża nałożono złote półsłońce stanowiące tło do miniatury odznaki Armii Polskiej we Francji. Czteroczęściowa – oficerska, wykonana w srebrze, emaliowana. Wymiary: 60x60 mm. Projekt: Maurycy Gąssowski, Feliks Ryl, Zygmunt Mieszczankowski. Wykonanie: RS – Lion, Stefan Wincenty Wiśniewski – Warszawa. |
|         | 7 Pułk Strzelców Konnych Wielkopolskich 6 października 1930 Minister Spraw Wojskowych marszałek Polski Józef Piłsudski zatwierdził regulamin odznaki pamiątkowej 7 psk, dostosowany do przepisów o odznakach pamiątkowych formacji. Odznaka o wymiarach 42x42 mm ma kształt krzyża o szeroko wciętych końcach ramion pokrytych białą emalią ze srebrnymi krawędziami. Środek krzyża wypełnia okrągła tarcza pokryta oliwkową emalią ze stylizowanym numerem i inicjałami „7 SK”, w otoku emaliowanym na żółto dewiza „HONOR I OJCZYZNA” oraz rok powstania pułku „1920”. Między ramionami krzyża stylizowane srebrne orły piastowskie. Jednoczęściowa – oficerska wykonana w srebrze i emaliowana. Projekt: Grzegorz Romaszkan. Wykonawcą odznaki był Wiktor Gontarczyk z Warszawy. |
|         | 8 Pułk Strzelców Konnych (II RP) 17 września 1927 generał dywizji Daniel Konarzewski w zastępstwie Ministra Spraw Wojskowych zatwierdził „wzór pamiątkowej odznaki pułkowej 8 Pułku Strzelców Konnych”. Odznaka o wymiarach 44x44 mm ma kształt krzyża maltańskiego, którego ramiona pokryte są emalią oliwkową z białym obrzeżem i złotymi krawędziami. Pośrodku nałożone emaliowane na niebiesko koło w otoku złotego wieńca laurowego, na którym wpisano numer i inicjały „8 SK”. Odznaka oficerska, dwuczęściowa, wykonana w srebrze i emaliowana. Wykonawcą odznaki był Józef Michrowski z Warszawy. |
| \|      | 9 Pułk Strzelców Konnych (II RP) 2 października 1928 generał dywizji Daniel Konarzewski, w zastępstwie ministra spraw wojskowych, zatwierdził wzór i regulamin odznaki pamiątkowej 9 psk. Odznaka o wymiarach 40x40 mm ma kształt krzyża Ruperta o wypukło zaokrąglonych końcach ramion powleczonych przezroczystą emalią. Pośrodku krzyża okrągła szmaragdowa tarcza z amarantowym obrzeżem, na której wpisano numer i inicjały pułku „9 SK”. Odznaka oficerska jednoczęściowa, wykonana w srebrze, emaliowana. Wykonawcą odznaki był Wiktor Gontarczyk z Warszawy. |
|         | 10 Pułk Strzelców Konnych (II RP) 4 kwietnia 1925 minister spraw wojskowych rozkazem G.M. 7689.I. zatwierdził odznakę pamiątkową 10 psk. 18 marca 1929 minister spraw wojskowych rozkazem G.M. 819.I. zatwierdził regulamin odznaki pamiątkowej 10 psk i zezwolił na zmianę daty „1921” znajdującej się na odznace na datę „1918”. Odznaka dwuczęściowa o wymiarach 48x48 mm ma kształt krzyża pięcioramiennego, srebrzystego o wciętych końcach ramion powleczonych białą emalią. W środku krzyża na szmaragdowej emalii srebrny orzeł otoczony kołem emaliowanym żółto ze srebrną dewizą „BÓG HONOR I OJCZYZNA”, numerem i inicjałami pułku oraz datą „1918” – nawiązującą do początku pułku, którym był szwadron tworzony we Włoszech. Wcześniejszy regulamin z 1925 przewidywał datę „1921” jako rok powołania do życia 10 psk. Odznaki wykonane przed 1929 mają datę „1921”, zaś po 1929 datę „1918”. Między ramionami krzyża srebrne, stylizowane orły. Dla szeregowych odznaki były z białego metalu lub tombaku bez emalii. Kolory emalii odznak oficerskich odpowiadały barwom proporczyka pułkowego szmaragdowo-żółtego z białym paskiem . |